# Stephan Buger
Stephan Buger (* 12. Oktober 1877 in Esseg; † 31. August 1951 in St. Pölten) war ein österreichischer Politiker (SDAPDÖ) und 21. Bürgermeister von St. Pölten.

## Leben
Stephan Buger wurde am 12. Oktober 1877 als Sohn eines Zimmermanns in Esseg geboren, wo er die deutsche Schule und das kroatische Gymnasium besuchte. Letzteres konnte er jedoch aufgrund mangelnder Sprachkenntnisse nicht abschließen, woraufhin er das Buchbinderhandwerk erlernte. In seiner Zeit als Geselle kam er zuerst nach Wien, bevor er 1900 nach St. Pölten kam, wo er sich als Buchbindermeister niederließ. 
Buger wurde 1919 Stadtrat, im April 1933 Bürgermeister. Aufgrund einer Verordnung des Landes Niederösterreich wurde er schon im Februar 1934 wieder seines Amtes enthoben. Nach seiner Absetzung zog er sich aus der Politik zurück und starb 1951 in St. Pölten.

## Ehrungen
- Stefan-Buger-Gasse in St. Pölten